# Kolonia (film)
Kolonia (tytuł oryg. The Colony, tytuł roboczy The Malibu Branch) – filmowy dreszczowiec z roku 1996, koprodukcja amerykańsko-kanadyjska. Początkowo film miał być odcinkiem pilotażowym telewizyjnego serialu, ostatecznie jednak ów serial nie powstał.